# Friedrich von Hückeswagen
Friedrich von Hückeswagen (lebte um 1138) war Graf von Hückeswagen.
Er ist der erste, der auf Grund einer urkundlichen Erwähnung aus dem Jahr 1138 – hier tritt der Kölner Erzbischof Arnold als Zeuge auf – als Graf eindeutig genannt werden kann. Weitere Einzelheiten aus seinem Leben sind nicht bekannt. Aus dem 12. Jahrhundert sind lediglich noch zwei so genannte Bannmühlen urkundlich erwähnt. In diesem Fall bedeutet Bannmühle, dass Getreide, welches auf dem Gebiet der Grafschaft Hückeswagen geerntet wurde, gegen Gebühr in den Bannmühlen gemahlen werden musste. Eine der Mühlen befand sich nahe der Burg Hückeswagen, heute Schloss Hückeswagen. Diese Bannmühlen waren im Besitz des Grafen.
Die Erwähnung eines Nachfolgers geschieht in einer Urkunde aus dem Jahr 1189. Dabei ist von einem Grafen Heinrich von Hückeswagen die Rede. Ob Friedrich der Vater des Heinrich war, bleibt ebenfalls unklar.